# Srbská královská rodina

Znak Srbského království

Srbskou královskou rodinu tvoří potomci královské dynastie Karađorđevićů (srbsky Карађорђевићи), jejímž hlavním současným představitelem je korunní princ Alexandr II.

## Činnost
Od roku 2001 rodina opět trvale žije v královském paláci Dedinje v Bělehradě. Alexandr, jako jediný syn posledního krále Petra II., který nikdy neabdikoval a jako poslední legitimní dědic Jugoslávského království, si činí nároky na následnictví srbského trůnu v případě restaurace monarchie. Ještě před pádem prezidenta Slobodana Miloševiće osobním jednáním sjednotil parlamentní opozici na několika hlavních kongresech. V paláci pravidelně přijímá představitele duchovenstva a usiluje o dodržování lidských práv a demokracie v zemi.
Jeho druhou manželkou je korunní princezna Kateřina. Srbská královská rodina se výrazně podílí na humanitárních pracích v Srbsku. Princezna Kateřina založila vlastní humanitární nadaci, korunní princ Alexandr je šéfem Nadace pro podporu kultury a vzdělání, jejichž aktivity zahrnují studentská stipendia, letní tábory pro děti, atp. Činnost Karađorđevićů je významná také na poli národních sportovních aktivit.

## Srbsko a Jugoslávie
Rodina Karadjordjevićů byla nejprve panovnickou dynastií v Srbsku, poté také vládnoucí dynastií Srbů, Chorvatů a Slovinců a nakonec panovnickou dynastií Jugoslávie. Podle svého posledního panování byli nazýváni jugoslávskou panovnickou dynastií.
Korunní princ Alexandr II. se narodil v Londýně, ovšem na území, jež bylo dočasně uznané vládou Spojeného království jako součást suverénní jugoslávské koruny a při té příležitosti bylo veřejně prohlášeno, že korunní princ se narodil na rodné půdě státu, ve kterém by mohl v budoucnu eventuálně panovat.
V roce 2006 se Jugoslávie geopoliticky dezintegrovala a Srbsko se opět stalo samostatným národním státem, na který přešla práva a povinnosti někdejšího jugoslávského státu. Korunní princ Alexandr II., dříve "jugoslávský", nyní vztahuje svůj nárok na trůn samostatného Srbska, coby nejstarší patrilineární vnuk posledního srbského krále, v době před začleněním státu do Jugoslávie. Proti jeho užívání titulu korunní princ srbský, byla vznesena námitka, neboť se narodil jako korunní princ jugoslávský a tohoto titulu užíval do doby odvolání monarchie, zatímco současný srbský stát je republikou. Přesto však, jak je obvyklé u někdejších dynastií, je Alexandrův nárok uznáván se souhlasem jeho příbuzných, panujících evropských monarchů a sympatizanty.